# Southern Air
Southern Air è l'ottavo album degli Yellowcard, pubblicato con etichetta Hopeless Records il 14 agosto 2012. È il primo CD con il nuovo bassista Josh Portman, che ha sostituito Sean O'Donnell. L'album è dedicato alla memoria di Stephanie Murphy, zia del cantante Ryan Key e prima supporter della band, morta nel 2011 per un tumore al cervello.

## Storia
Dopo aver annunciato già nel 2011 che la band stava lavorando all'album successivo a When You're Through Thinking, Say Yes, il 5 marzo è stato confermato il ritorno in studio a Los Angeles con il produttore Neal Avron, che già aveva prodotto tutti i precedenti album degli Yellowcard. Le registrazioni si sono svolte con Josh Portman al basso, perché il bassista Sean O'Donnell (che si era unito al gruppo dopo che questo si era riformato nel 2010 e che durante il periodo di pausa degli Yellowcard aveva suonato con il cantante Ryan Key in un gruppo chiamato Big If) ha comunicato la decisione di lasciare la band, con un messaggio all'interno del sito ufficiale, in cui spiegava che l'impegno richiesto per suonare a tempo pieno in una band di fama mondiale non poteva conciliarsi con la propria vita privata, alla quale avrebbe sottratto troppo tempo, soprattutto in vista del suo prossimo matrimonio. Portman aveva precedentemente partecipato ad alcuni live della band nel 2007.
Come confermato da Ryan Key, nel nuovo album appariranno come guest vocalists Alex Gaskarth degli All Time Low, Cassadee Pope degli Hey Monday (che aveva già collaborato nella versione acustica di Hang You Up per la versione acustica di WYTTSY), Tay Jardine dei We Are the In Crowd e Patrick Stump dei Fall Out Boy. Terminate le registrazioni l'8 aprile, il primo singolo del CD, intitolato Always Summer, è stato pubblicato in anteprima sul sito AbsolutePunk il 21 maggio; il giorno seguente il brano è stato reso disponibile anche su iTunes, dove in una settimana ha venduto circa 20.000 "copie".
Il 4 giugno, tramite un video su YouTube, il cantante Ryan Key annuncia il titolo del nuovo album e che la settimana prevista per la pubblicazione mondiale è quella del 15 agosto; nel video viene anche rivelata la copertina dell'album. Alcuni giorni dopo, il 12 giugno, vengono svelati i titoli delle 10 tracce che compongono l'album e viene indicata la data precisa di pubblicazione: il 14 agosto. Dal 20 giugno è possibile preordinare il CD o il vinile sul sito della Hopeless Records, e lo stesso giorno l'etichetta statunitense pubblica in anteprima sul proprio sito il video di Always Summer.
L'11 luglio una nuova canzone, Awakening, viene resa disponibile sul sito ufficiale della band e sulle altre pagine ufficiali degli Yellowcard nei vari social network, mentre la data di uscita del successivo singolo, Here I Am Alive, scritto a due mani con Patrick Stump e cantato assieme a Tay Jardine, è annunciata per il 31 luglio, anche se il giorno prima sul sito di MTV si può ascoltare la canzone in anteprima. Nel frattempo, la band pubblica anche un video nel quale Ryan Key, Ryan Mendez e Sean Mackin suonano una versione acustica della title track, Southern Air. Una settimana prima della pubblicazione di Southern Air, l'album viene caricato sul canale di YouTube della Hopeless Records per essere ascoltato interamente fino al 14 agosto.
Finalmente il 14 agosto Southern Air viene pubblicato in tutto il mondo, e raggiunge nella classifica di iTunes la posizione numero 2 negli Stati Uniti. Lo stesso giorno viene anche pubblicato il video di Here I Am Alive sul sito di MTV. Dal 21 agosto si possono ascoltare sul canale YouTube della Hopeless Records le versioni acustiche di Always Summer e Here I Am Alive. Il 26 settembre sul canale di YouTube della Hopeless Records viene caricato un video per la versione acustica di Telescope, in cui si possono vedere spezzoni di filmati che ripercorrono gli ultimi 10 anni di carriera della band.
Il 7 dicembre viene annunciato che il 10 verrà ospitata su MTV Buzzworthy l'anteprima del video di Awakening, un video animato ideato e scritto da Ryan Key. L'11 dicembre vengono caricati su YouTube i video per Always Summer e Here I Am Alive registrate live in versione acustica per la serie Jam in the Van ad Anaheim.

### Background
Nel corso di un'intervista, il violinista Sean Mackin ha parlato della "nascita" dell'album: alcuni mesi dopo la pubblicazione di When You're Through Thinking, Say Yes, i componenti della band si sono resi conto che, se non avessero registrato nulla durante la successiva primavera, si sarebbero ritrovati a doverlo fare durante l'autunno, nel quale erano previste numerose date in varie località del mondo; di conseguenza, hanno deciso di forzare un po' i tempi in modo da essere pronti ad entrare in studio ad inizio 2012. Nonostante le preoccupazioni di Ryan, che temeva di non saper cosa scrivere, il concepimento dell'album si è poi svolto senza troppi sforzi, addirittura in poco più di tre settimane, e lo stesso produttore Neal Avron si è complimentato con la band dicendo di trovare Southern Air il loro miglior lavoro della carriera. La stessa sensazione è stata confermata dagli altri membri della band, in particolare in un video in cui i cinque componenti descrivono le loro sensazioni a riguardo dell'album, dimostrandosi tutti d'accordo sul fatto che il livello raggiunto dalla band in questo disco è superiore a quello di tutti i precedenti lavori. Il cantante Ryan Key ha aggiunto che si tratta di un album al quale si sente personalmente molto legato perché parla e nasce dal suo legame con il Sudest degli USA, la sua zona di nascita e dove ha tuttora una famiglia e gli amici.
Ryan Key ha detto di esseresi sentito particolarmente coinvolto nel processo di registrazione dell'album perché è riuscito a terminare la scrittura di tutti i testi prima di iniziare la preproduzione (a differenza di quanto era avvenuto per tutti gli altri album), ed ha potuto così registrare le sue parti di chitarra, che precedentemente erano registrate da Ryan Mendez. Quest'ultimo ha indicato Awakening e Surface of the Sun come le due canzoni dell'album che maggiormente non vede l'ora di suonare live per la loro energia. Ryan Key ha anche indicato Awakening come la migliore opening track che gli Yellowcard abbiano mai scritto per un album.
Sean ha preso parte alle registrazioni dell'album mentre faceva le cure per combattere il tumore alla tiroide che gli era stato diagnosticato a fine 2011. Il violinista ha detto che partecipare al lavoro gli è stato di grandissimo aiuto e sostegno morale per non perdersi d'animo nei primi mesi del trattamento.

## Tracce
Testi di Ryan Key, eccetto dove indicato, musiche di Yellowcard.
1. Awakening – 4:23
2. Surface of the Sun – 3:43
3. Always Summer – 3:10
4. Here I Am Alive (feat. Tay Jardine) – 3:33 (testo: Ryan Key, Patrick Stump)
5. Sleep in the Snow – 4:02
6. A Vicious Kind – 3:53
7. Telescope (feat. Alex Gaskarth, Tay Jardine e Cassadee Pope) – 3:52
8. Rivertown Blues – 3:34
9. Ten – 4:47
10. Southern Air – 4:22

Bonus track (iTunes)
1. Fix You (cover dei Coldplay) – 4:48

## Canzoni

### Surface of the Sun
La canzone, così come altre nell'album, getta uno sguardo sui trascorsi della band, evidenziando come all'apice del successo il gruppo si sia fatto un po' troppo prendere la mano, abbia seguito consigli sbagliati e abbia compiuto degli errori che l'hanno portata in basso. Nonostante questo, tuttavia, gli sbagli fatti sono serviti da lezione, e adesso tutti si sentono molto più maturi e consapevoli, e soprattutto di nuovo pieni di vitalità per percorrere "altre mille miglia di strada" assieme. "Angel city" è chiaramente un riferimento a Los Angeles, la città dove la maggior parte della band risiede, mentre la passione di Ryan Key per la saga di Star Wars risulta evidente dal secondo verso, che recita "do or do not 'cause there is no try", le parole che il maestro Yoda rivolge a Luke Skywalker quando questi dubita delle sue capacità e non si decide a consegnarsi all'allenamento del maestro jedi.

### Sleep in the Snow
Il cantato in falsetto di Ryan nel finale della canzone ha ricevuto particolari lodi, perché in precedenza Key si era raramente spinto in questo tipo di canto, dando così una maggiore varietà al sound della band.

### A Vicious Kind
Anche questa canzone, come Awakening e Rivertown Blues, sembra incentrata sull'ex chitarrista Benjamin Harper, estromesso dalla band nel 2005 per divergenze musicali e personali con il resto del gruppo e in particolare con Ryan Key, che qui gli rinfaccia di aver "ballato" assieme al resto della band per un po' di tempo, ma quando "il ritmo è diventato più veloce" e la band è diventata sotto i riflettori di tutti, di aver perso il controllo. Successivamente Ryan dice di non sentirsi affatto in colpa, perché l'unico responsabile dell'accaduto è lo stesso Harper.

### Telescope
La canzone è stata scritta da Ryan Key in memoria della zia Stephanie Murphy, deceduta alcuni mesi prima dell'uscita del disco per un tumore al cervello e prima supporter della band. È stato filmato un video per la versione acustica della canzone, in cui Ryan Key canta e suona la chitarra, con spezzoni di filmati sullo sfondo che ripercorrono gli ultimi 10 anni della carriera degli Yellowcard. Il video è stato pubblicato su YouTube il 26 settembre 2012.

### Rivertown Blues
È la prima canzone che Ryan Key ha terminato di scrivere per Southern Air. Contiene nel finale un lungo assolo di chitarra da parte di Ryan Mendez, e nel testo si possono leggere dei riferimenti all'ex chitarrista della band Benjamin Harper (così come in Awakening e A Vicious Kind).

### Ten
È una canzone acustica (la prima su un album degli Yellowcard dai tempi di Paper Walls) e tratta di tematiche personali riguardanti il cantante Ryan Key, ovvero il presunto aborto a cui lui e la sua ragazza decisero di ricorrere nel 2002 in quanto troppo giovani per avere un figlio. Lo stesso Key ha fatto sapere di non voler rispondere alle molte inevitabili domande riguardo al significato della canzone, essendo stato già abbastanza difficile riuscire a scriverla. In seguito ha aggiunto "(l'ispirazione per la canzone) viene in parte da un'esperienza personale, e in parte da un membro della famiglia che amo molto". Anche in questa canzone viene fuori la passione di Key per Star Wars, che farebbe vedere tutte le sere a suo figlio con su il pigiama.
La critica ha mostrato di apprezzare la scelta di collocare Ten fra due canzoni molto energetiche come Rivertown Blues e Southern Air, rendendo così ancora più evidente la sua dolcezza e delicatezza. Le parti di pedal steel e mandolino sono state suonate da David Immerglück dei Counting Crows, un amico di Neal Avron.

### Southern Air
La title track chiude l'album con una lunga parte strumentale nel finale della canzone. Il testo esalta l'aria e l'atmosfera del Sud (degli Stati Uniti), ed in particolare della Florida, da dove vengono gli Yellowcard. Pur avendo sfondato dopo il trasferimento a Los Angeles, la band non ha mai fatto mistero della sua poca simpatia nei confronti di quella città dai ritmi frenetici e dalle tante fonti di distrazione (tanto che alcuni membri si sono poi trasferiti in altre zone degli USA), specialmente in rapporto all'allegria e alla libertà di vita di cui trasuda l'aria del Sud, unica vera "casa" per Ryan Key e compagni.
(Analisi delle parti di batteria della canzone)

## Artwork
La copertina dell'album è una fotografia scattata nel sud della Georgia, che ritrae una passerella di legno che si protende su un campo di grano, sparendo poi nell'abbaglio del sole. L'intera immagine è stata ritoccata modificando i colori per renderli tendenti al giallo e al rosso, in modo da richiamare l'estate e l'"aria del Sud" a cui sono ispirati l'album e la musica degli Yellowcard in generale. Il logo della band compare in alto a sinistra in bianco, così come il titolo dell'album; il nome della band è invece indicato in nero. All'interno della confezione digipak, compaiono tre immagini, tra cui un avvallamento del suolo surmontato dalla passerella già descritta in copertina; uno specchio d'acqua con alcune sterpaglie in primo piano; ed una spiaggia dietro la quale si erge una imponente ruota panoramica. Gli effetti visivi applicati sono gli stessi della copertina. Nella foto centrale appare di nuovo il logo della band. Sul retro della terza facciata della confezione troviamo nuovamente la passerella, ma questa volta essa si protende fino al limitare di un boschetto e se ne vede la fine. In alto a sinistra sono indicati i nomi dei componenti della band. Infine, sul retro della confezione compaiono la tracklist ed altre indicazioni, e in immagine abbiamo lo stesso specchio d'acqua di prima, con un piccolo molo di legno in primo piano.
Il booklet ha come copertina la stessa immagine dell'album; al suo interno presenta due testi per facciata, con una foto in alto di ciascuna: un palo della corrente, delle piante che nascondono il sole (stessa immagine usata anche per l'artwork del singolo di Always Summer), un canneto, delle nuvole, altri alberi ed un boschetto. Sul retro troviamo la stessa immagine presente sul retro del packaging, con la dedica alla zia di Ryan Key: "Dedicated to the loving memory of Stephanie Speir Murphy, the original underdog, we're carrying your light" ("Dedicato alla cara memoria di Stephanie Speir Murphy, la prima underdog, portiamo dentro di noi la tua luce").
Il Compact Disc rappresenta in giallo il logo degli Yellowcard, ma più di metà di esso è oscurato da una parte nera, con le generalità dell'album impresse in alto a sinistra.

## Critica
L'album ha ricevuto commenti entusiasti pressoché da ogni parte, dato che la quasi totalità delle recensioni lo descrive come il miglior lavoro della band e uno dei migliori dischi dell'anno. È stato scelto come miglior disco dell'anno da Alter the Press e dai lettori di PureVolume, mentre AbsolutePunk l'ha posizionato al sesto posto.
Jason Tate di AbsolutePunk.net, che ha avuto la possibilità di ascoltare l'album in anteprima, lo ha definito "innegabilmente un grande album", "più ambizioso ed intelligente dei soliti album pop punk", ed ha indicato Awakening e Here I Am Alive come le sue canzoni preferite. L'altro critico di AbsolutePunk Ryan Gardner ha elogiato l'album con ancora maggiore enfasi, affermando che potrebbe senza dubbio essere il migliore lavoro della band, ed elogiando il cantato di Ryan (definito più sicuro di sé) così come la fusione dei vari strumenti nelle canzoni, che creano una grande atmosfera in ognuna di esse. Addirittura oltre si sbilancia il sito Popmatters, che prevede che l'album possa tracciare la strada per il futuro del pop punk negli anni a venire, influenzando un'intera generazione di band negli anni a venire. 9/10 il voto complessivo.
Il sito Underthegunreview assegna all'album una valutazione di 10/10, indicandolo come uno dei migliori 5 dischi dell'anno, se non il migliore. L'atmosfera estiva e solare che crea l'album ed il senso di felicità ed armonia che trasmette sono due tra gli elementi che rendono esaltante il disco, secondo il recensore, ed una menzione d'onore viene fatta per il cantato di Ryan, percepito come molto più sicuro e potente del solito. A detta del sito, questo album è potenzialmente in grado di attirare una nuova generazione di ascoltatori nel fanbase della band e rappresenta una perfetta fusione di tutti gli elementi positivi che gli Yellowcard hanno accumulato nella loro lunga carriera. Sulla stessa lunghezza d'onda il sito Bringonmixedreviews (che valuta il CD 4.5/5), che elogia anche i testi di Ryan, "semplici ma brillanti", e la performance musicale di tutti i componenti della band, affermando che se Ocean Avenue era stato il miglior lavoro del gruppo, Southern Air porta ancora più in alto l'asticella.
Anche Altrocklive riprende i concetti espressi dagli altri recensori, ribadisce come Southern Air sia un album che incarna perfettamente i sentimenti gioiosi dell'estate e afferma che nessuna delle 10 canzoni dell'album è sottotono rispetto alle altre. Sputnikmusic assegna il punteggio 4.5 (superbo) all'album, visto come la continuazione ideale a When You're Through Thinking, Say Yes, che risulta di ottimo impatto anche al primo ascolto grazie alla freschezza delle melodie e alla maturazione della band, che con l'esperienza ha saputo unire tutti i propri migliori elementi ad alcune piccole novità che rendono il disco godibile per qualsiasi fan. Il sito Thereviewspider lo definisce come "uno dei più memorabili e profondi album" nel suo genere nel 2012, ed afferma che a livello musicale potrebbe senz'altro essere il loro disco più completo.
Si unisce alle recensioni positive anche il sito italiano SpazioRock: "abbiamo a che fare con dieci canzoni semplici, orecchiabili, fatte per essere cantate in ogni luogo"; il disco "ha dalla sua un grado di ispirazione superiore che lo solleva di una spanna netta rispetto al livello di dischi di pur esimi colleghi, inoltre la presenza costante e mai ingombrante del violino rende il sound più fresco e stuzzicante". La valutazione è di 7.5/10. 10/10 il voto di Bringthenoiseuk, che apprezza il fatto che la band si sia mantenuta fedele allo stile e al sound che da sempre l'ha caratterizzata.
Uniche eccezioni alle critiche positive verso l'album sono il sito Dyingscene, che valuta il disco 2.5/5, scrivendo che il CD non aggiunge nulla a When You're Through Thinking, Say Yes, presentando sempre le solite melodie e il solito sound (inoltre giudica inconsistenti il cantato di Ryan ed anche i suoi testi, con la sola eccezione di Ten), ed il sito SpinorBinmusic, secondo il quale l'album, pur nel complesso decente, non si stacca dalla massa dei dischi pop punk e potrebbe passare del tutto inosservato se non fosse per il violino di Sean Mackin. Secondo il recensore, la band avrebbe dovuto aspettare qualche tempo in più prima di pubblicare un nuovo CD.

## Successo commerciale
Southern Air riscontra un immediato successo nella settimana d'esordio, vendendo 23.000 copie negli Stati Uniti e debuttando in decima posizione nella Billboard 200, la classifica ufficiale di vendite dei dischi. Per la band si tratta di un ritorno nella top 10 dopo che nel 2006 Lights and Sounds aveva esordito in quinta posizione. Ryan Key ha descritto questo successo come "surreale", dato che la percentuale di band che riescono ad entrare per due volte nella top 10 nel corso della loro carriera è molto bassa. Ha quindi ringraziato i fan per averlo reso possibile. Southern Air nella sua prima settimana si è anche classificato al secondo posto USA nelle classifiche Rock Albums, Alternative Albums, Vinyl Albums e Independent Albums, al terzo nella Internet Albums, al quinto nella Digital Albums e al nono nella Tastemaker Albums. Alla seconda settimana l'album è sceso in 89ª posizione nella Billboard 200, alla 26ª negli album rock, alla 14ª nella independent ed al 18º posto nella alternative.
Nel Regno Unito l'album ha debuttato nella posizione numero 60 della classifica di vendite degli album, ottenendo anche la seconda posizione nella classifica degli album indipendenti breaker (cioè di artisti mai entrati nella Top 20), la quinta posizione nella classifica degli album rock e metal e la sesta in quella degli album indipendenti. Nella seconda settimana è sceso all'ottava posizione nella classifica degli album breakers, alla 19ª nella classifica rock e metal ed alla 32ª in quella degli album indipendenti, uscendo invece dalla generale. Alla terza settimana è sceso in 19ª posizione negli album breakers. In Giappone il disco ha esordito in posizione numero 49 nella classifica degli album più venduti, mentre in Australia si è posizionato al 30º posto della classifica degli album generale ed al 24º in quella degli album digitali. Southern Air è entrato anche nelle classifiche di Austria (al 75º posto) e Belgio (al 142°).

## Classifiche
| Classifica                         | Posizione |
| ---------------------------------- | --------- |
| Australia                          | 30        |
| Austria                            | 75        |
| Belgio                             | 142       |
| Giappone                           | 49        |
| Regno Unito                        | 60        |
| Regno Unito (independent)          | 6         |
| Regno Unito (independent breakers) | 2         |
| Regno Unito (rock & metal)         | 5         |
| Stati Uniti                        | 10        |
| Stati Uniti (alternative)          | 2         |
| Stati Uniti (digital)              | 5         |
| Stati Uniti (independent)          | 2         |
| Stati Uniti (internet)             | 3         |
| Stati Uniti (rock)                 | 2         |
| Stati Uniti (tastemaker)           | 9         |
| Stati Uniti (vinyl)                | 2         |

## Formazione
- Ryan Key - voce e chitarra elettrica
- Sean Mackin - violino e seconde voci
- Longineu Parsons III - batteria
- Ryan Mendez - chitarra elettrica
- Josh Portman - basso

### Personale aggiuntivo
- Alex Gaskarth - voce d'accompagnamento in Telescope
- Tay Jardine - voce d'accompagnamento in Here I Am Alive e Telescope
- Cassadee Pope - voce d'accompagnamento in Telescope
- Rodney Wirtz - viola
- Christine Lightner - violoncello
- David Immerglück - Pedal steel e mandolino in Ten
- Georg Egloff - pianoforte in Sleep in the Snow
- Neal Avron - produzione, mixaggio, programmazione e registrazione
- Erich Talaba - registrazione
- Brendan Dekora - Assistente ingegnere
- Nicolas Fournier - Assistente al mixaggio
- Ted Jensen - Masterizzazione
- Brian Manley - design e fotografia